# 枢木スザク
枢木 スザク（くるるぎ スザク）は、アニメ作品『コードギアス 反逆のルルーシュ』シリーズに登場する架空の人物。担当声優は櫻井孝宏、渡辺明乃（少年時代）。

## 個人データ
- 誕生日：皇暦2000年[1]7月10日
- 血液型：O型
- 星座：かに座
- 身長：
  - 【1期】176cm
  - 【2期】178cm〜（2期以降の正確な身長は明かされていないが、ルルーシュと同じ、または少し高くなっている可能性が高い。)[2]
  - 【以降続編】179cm以上(ルルーシュより身長が高くなっている) [2]

## 人物
ルルーシュの親友。日本の名家・枢木家出身だが、絶縁状態にある。皇神楽耶とは親戚。日本最後の内閣総理大臣・枢木ゲンブの嫡子であり、幼少時は藤堂道場の門下生として藤堂と面識がある。容姿は茶髪に緑色の瞳。一人称は「僕」だが、感情的になると「おれ」になる時もある。
生真面目な性格であり、責任感が強く不器用でもあり、お人好しで絆されやすく、貧乏くじを引くことも多い。人前では明るくまたは毅然とした振る舞いをするが、根本の自己肯定感は極めて低く、ユフィからはそれを見抜かれている。自らが心身共に傷んでも孤高を保ち、幾度も裏切られても人の善性を信じようとする優しさを持つ。暴力や理不尽に対しては、怒りよりも「悲しみ」を感じる。スザクによると、「幸せはガラスのようなもの」と評している。
日本がブリタニアに侵攻されエリア11になってからは、名誉ブリタニア人となっている。このためブリタニア人からは露骨な人種差別を受け、日本人からも「裏切り者」呼ばわりされる。様々な陣営の思惑により板挟みとなっており、日本人からは「ゼロの仇」として暗殺されそうになったこともあるが、一方でブリタニア植民地内のナンバーズからは英雄視されており、スザクの人となりを知った者たちからは人種を問わずに信用を得ることが多い。
戦闘時には類稀な運動能力と直感で驚異的な戦力を誇るが、他人の命を守ることを優先するあまり、自分の命を省みようとせず死に向かうような行動をとるなど、叶えるべき大望を持っている人間としては矛盾した傾向を秘めている。この矛盾は時に「弱さ」となって、スザク自身を苦しめ続ける。ただ、この「弱さ」は同時に彼の持つ「優しさ」に起因するものでもあり、後に騎士ビスマルクからは「弱さこそが優しさという強さの裏付け」と評される。
劇場版総集編2作目『II 叛道』は、彼の視点から見たストーリーで描かれる。原作準拠の外伝漫画『白の騎士 紅の夜叉』では、部下から見た彼の姿が描かれる。

### 過去の経歴
ブリタニアによる日本侵攻前にルルーシュとナナリーと出会い、当初2人とは馬が合わなかったが、兄妹の過去を知り親友となる。侵攻後は、日本陸軍の73式中型トラックに救出され一時避難場所に行くまではルルーシュとナナリーと一緒であったが、離れ離れとなった。
7年前、戦争による殺め合いを止めるために、ブリタニアへの徹底抗戦を唱える実父ゲンブを殺害してしまう。その結果、敗戦国となった日本の惨状を目の当たりにし、「間違ったやり方で得た結果に意味はない」という考えに至り、結果より過程を重んじるようになる。そのため、目的のためには手段を問わず結果を最重視するルルーシュとは相容れず、対立する運命となる。
終戦時には、ルルーシュがスザクの身柄保護に関わり（「7年前の借り」はこのこと）、戦後は自ら名誉ブリタニア人に志願しブリタニア軍に入隊。当初は一等兵だったが、最新鋭KMFであるランスロットの騎士着任に伴い准尉に、そしてユーフェミアの騎士に選任後は少佐に昇格。当初、自分はブリタニア人でも騎士でもないのでKMFには乗れないと述べていたが、その後、訓練だけは受けていたとも語った。卓抜なKMF操縦技術のほか、超人的な身体能力、藤堂道場（日本拳法）のものではない格闘技術を有している。

### 来歴
愚直なまでの真面目な性格と、ブリタニアを内部から変えていこうとする理想の持ち主。名誉ブリタニア人であるために、軍内では白眼視され、同じ日本人からは裏切り者と呼ばれながらも実績を積み重ねていくが、武力の行使者である軍人という立場と個人の想いとの二律背反を抱え、ロイドには「その矛盾はいつか君を殺すよ」などと、からかい混じりに指摘されている。
ゼロのことはクロヴィス殺害容疑の際に助けられたことで恩義を感じていたが、思想の違いにより手を組むことは断り、戦場では敵対者として“ゼロ”の行動を妨げている。反面、友人としてはルルーシュの個人的な危機を何度も救っている。ルルーシュの力を誰よりも認めており、コンビネーションにおいても抜群の相性であるため、自分とルルーシュが力を合わせれば出来ないことは無いと堅く信じている。そのため、行政特区日本式典の前日にはルルーシュの元へ訪れ、自分と一緒にやってほしいと特区への参加を誘った。
平時には時々空気を読めていない言動をし、学園では周囲の親しい友人たちから「天然」と評されている。
幼少期は、父親のような立派な日本の首相になるという夢を持っており、父親に認められるような心身共に強い立派な侍になるために、勉学や道場での稽古にも熱心に励んでいた。神楽耶に度々のわがままや暴力的な仕打ちを受けても怒らず、彼女を気にかける優しさも見せており、大人のいいつけや約束事を素直に守っている面もあり、根は非常に優しい性格だということがわかる。
神聖ブリタニア帝国のシャルル皇帝が子供のルルーシュとナナリーを、取引材料として枢木ゲンブ首相の元に送ってきた際、初対面ではブリキ野郎と言い放っていたが、ルルーシュやナナリーの優しい面を見ていくうちに、打ち解け友人となる。また彼にとってルルーシュと出会うまで周りにいた同級生たちは「枢木家」の名前を恐れていたため、彼自身に歯向かう者は居らず孤独だった。その後、神聖ブリタニア帝国が日本に宣戦布告し、枢木ゲンブ首相はブリタニアとの徹底抗戦を唱えたが、スザクは血を流す行為を推し進める父親が理解できず、口論の末刺殺するという咄嗟の行動に出てしまう。父亡き後、間接的であれ自分が父親を殺したことにより敗戦した日本を目の当たりにしたことでの罪悪感とトラウマにより、それまでの自分自身を全て否定し「間違った方法（大多数の人間が納得しない方法）をとらない」というルールを決め、幼少期の活発な性格も柔和な性格に変え、一人称も「おれ」から「僕」と改める。改めた性格は、7年ぶりに再会したルルーシュを困惑させたほどである。
父殺しの呵責から自罰的なメンタリティを抱くようになっており、戦闘では常に自分の身を危険に晒そうとするなど、大胆な行動を取るようになっている。これについては、マオには「人を救いたいのではなく、人を救って自分が死ぬことで自分自身を救いたい」という歪んだ根本動機を暴かれ「ただの偽善」と看破されて苦しみ悶える場面があった。その後は、必要とあれば父親殺しを他人に打ち明けるようになった。作中で父殺しを知るのはテレビ版に限定すれば、ギアスで深層心理を読んだマオを除いてルルーシュ、カレン、ユーフェミアの3人のみである。小説版などでは、藤堂や桐原も知っていた模様。
ユーフェミアの選任騎士に着任するも、ユーフェミアに迷惑がかかるのではないかと考え、一度騎士章を返還する。しかし後にユーフェミアの心からの説得を受け入れ、彼女を騎士として守ることを改めて誓う。父殺し以降は自罰的なメンタリティにより己を抑制していたがユーフェミアを殺されたことと、親友だと思い心から信用していたルルーシュに最低な形で裏切られたという想いから、ルルーシュを殺したいと思うほどの愛憎を抱くようになり、壊れたユーフェミアの理想を拾い集めるためにルルーシュを皇帝に売り払い、皇帝直属の騎士ナイトオブセブンの地位を得た。
スザクは行政特区前の時点でルルーシュがゼロなのではないかという疑念を薄々抱いていたが、敢えて口に出す事はなかった。しかし、行政特区の悲劇の後「虐殺がルルーシュのギアスによって起こった現象」ということだけを知り、事件を起こしたルルーシュも彼自身のプライドと美学から、事の経緯や言い訳を一切行わず「全ては過去」と言い切ったため、互いの関係は余計に拗れてしまった。
『R2』でもユーフェミアの理想のために尽力しており、ルルーシュと完全に敵対しており厳しい態度を取るが、ルルーシュが危機に陥った時には無意識に助けることや、二人で以前のように笑いあうこともあり、憎み切れていない己に戸惑う。ユーフェミアの仇としつつも、自らが手段を問わず奪う側に堕ちたくないという思いも生まれており、シャーリーの「許せないことなんて無い」という言葉をきっかけに、ルルーシュと真に向き合い対話する。
また、枢木スザク役の櫻井孝宏からは「スザクはルルーシュによって世界が色づく」と称されている。ルルーシュは唯一怒りなどの負の感情や本音を直接向けることが出来る相手であり、普段自分自身の感情を抑圧している彼にとってルルーシュはただ憎んでいるだけではなく、「本当の自分」を曝け出すことができる非常に大切な存在であるということがわかる。
『劇場版 コードギアス 反逆のルルーシュII 叛道』では、ラウンズ就任後の政庁の自室に巨大なユーフェミアの肖像画を飾っており、その点からも彼にとってユーフェミアはかけがえのない大きい存在だったことがうかがえる。
本編はルルーシュ視点の物語であり、スザク本人が自身に対して語る機会も少ないが、アニメ雑誌でおこなわれたキャラクターへの質問企画でクローズアップされたこともある。それによると、好きな色は赤。好きな季節は春。好きな食べ物はデミグラスソースなんかのこってりしたもの。「朝起きて最初に口にするものは？」という質問には「歯ブラシです」。「過去にした最大の失敗」という質問には「本当に失敗したことって、人には言えないものですよ」。「初恋はいつ？（誰に？）」という質問には「お手伝いのお姉さんで3歳」。「愛とは？」という質問には「奪うものかもしれません。哀しいことだけど」、「尽くすほう？尽くされるほう？」という質問には「尽くされたいけど、尽くしてしまうほうだと思います」、「好きな女性のタイプ」という質問には「芯のしっかりした女性は魅力的です」などと答えている。
また女性経験は豊富であり、女性の扱いに非常に慣れている。鈍感で奥手なルルーシュとは対照的である。

### ギアスによる呪い
神根島での戦闘時に、捨て身の作戦命令を遂行する際、ゼロ（ルルーシュ）のギアスで「生きろ」と命じられ、以降は自分の命の危機に遭った時に、何があっても生きるための行動（身体を保護するリミッターが外れるなど）を起こすようになる。フレイヤの一件以降、自我を保ち発動状態の心境を認識できるようになり、ナイトオブゼロとなって以降は、それを強靭な精神力で押さえ込むことで自身の潜在能力を極限まで引き出す力に変えており、ラウンズとすら一線を画し人の域を遥かに凌駕する圧倒的な戦闘能力を誇るようになった。
自殺すら許さない、自己生存のために他人を傷つけてしまうなど、自分の意志に反するこのギアスを「呪い」として忌み嫌っていたが、ルルーシュがなぜそのようなギアスを自分に掛けたのか考え続けていた。ジェレミアのギアスキャンセラー発現により解除可能となったが、ゼロレクイエムから世界が和平へと進み、強靭な戦闘能力が不要となったその後も、このギアスは解除していない。

## 原作アニメでの活躍

### コードギアス 反逆のルルーシュ
テロリストとして活動していたカレンらに強奪された毒ガス入りのカプセルを取り戻すために向かった現場で、ルルーシュと再会。クロヴィス親衛隊からカプセルの本当の中身を知ったルルーシュを殺す命令を受けるが、それを拒否して撃たれてしまう。しかし、ロイド率いる特別派遣嚮導技術部（特派）に一命を救われ、ランスロットのデヴァイサー（操縦者）に選ばれた。
その後、純血派によってクロヴィス殺害犯に仕立てられ、軍事法廷に護送されるところをゼロに救出され、仲間として誘われるが思想の相違により、これを拒否。クロヴィス殺害容疑が不問になった後は、特派に転属（ルルーシュ達生徒会メンバーには「技術部に転属した」と詳細を省いて説明したこと、そもそも名誉ブリタニア人にKMFが与えられるわけがないという固定観念が浸透していたこともあり、KMFで戦場に出ていると思われることはなかった）、偶然出会ったユーフェミアと仲良くなり、学校に行くべきという彼女の計らいでトウキョウ租界のアッシュフォード学園に入学する。入学当初は体操着に落書きをされる、陰口を叩かれるなど露骨に嫌われていたが、後に自身の飼い猫となるアーサーが起こした騒動の際、ルルーシュのピンチを救ったことで生徒会メンバーに認められ、同時にルルーシュの推薦により生徒会に入会したことで、学内ではある程度の信頼を得た。
戦場ではナンバーズを区別するというコーネリアの意向により、重宝される立場では無かったが、黒の騎士団とそれに加わった藤堂との戦闘がきっかけでランスロットのパイロットであることが世間に知られ、ユーフェミアによって彼女の選任騎士に選ばれる。
行政特区日本式典の混乱の中で、目の前でゼロに撃たれたユーフェミアが死亡。さらには、V.V.と接触してギアスの存在を知らされたことで、ゼロへの復讐のためトウキョウ租界での先陣に乱入。やがて戦線を離脱したゼロを追ってたどり着いた神根島で、ゼロの正体がルルーシュであることを暴く。ルルーシュを問い詰めるも「全ては過去」と切り捨てられた挙句、一時的な共闘を持ち掛けられたことで発砲した。

### コードギアス 反逆のルルーシュR2
神根島にてゼロ=ルルーシュを捕らえた後、身柄をシャルルに引き渡す交換条件として皇帝直属部隊ナイトオブラウンズの席を望み、ナイトオブセブンに任命される。ゆくゆくは最高位のナイトオブワンの地位を得て、エリア11を領地として得ることで日本を取り返すことを目標にブリタニア中枢に身を置いたが、当然ながらナンバーズがラウンズの地位に就くことへの反発はエリア11にいたころよりも強く、異議を申し立てたブリタニアの騎士たちに腕試しを申し込まれる、旧日本人に襲撃されるなどの被害を受けているが、実力とギアスの呪いで撃退している。
ラウンズ就任後は、初任務として軍師ジュリアス・キングスレイとして記憶を改竄されたルルーシュの護衛の任に就き、ユーロ・ブリタニア支配下のサンクトペテルブルクに着任する。しかし、ジュリアスがゼロであることを見抜いたシンの策略によって、記憶退行したルルーシュと共に幽閉される。シンの死によってユーロ・ブリタニアの実権が本国に移ってからは、本国から使者として来訪したロロによって解放され、本国へ帰還した（『コードギアス 亡国のアキト』）。
帰還後、シュナイゼルから自分の補佐と監視を兼ねた部下としてシュネーとレドを付けられ、2人を親衛隊「コノエナイツ」と命名。彼らを引き連れてE.U.との紛争鎮圧に参加したことを皮切りに各国での紛争にて多大な功績を挙げ、「ブリタニアの白き死神」と畏怖されるようになる。後にエリア11総督に任命されたナナリーの総督補佐として、エリア11に赴任。復活を果たしたゼロの正体をルルーシュではないかと疑い、休学していたアッシュフォード学園に一時復学した。表面上は記憶喪失のままのルルーシュと上辺だけの友人関係を取り繕いつつ腹の探り合いをしていたが、彼がロロや機密情報局までも取り込み、かつ以前よりもさらに用心深く活動していたことから確信を得ることができずにいた。
やがて、シャルルの策に追い込まれたルルーシュが自ら記憶を取り戻したゼロであることを明かし、2人きりで対峙する。ナナリーを守るよう懇願したルルーシュを踏みつけにしつつも和解の道へと進みかけるが、あらかじめレドからの密告で動向を見張っていたシュナイゼルの介入を受け、行き違いの末に再び決別する。その直後の第二次トウキョウ決戦で、紅蓮聖天八極式との対決で命の危険に陥ったことで、かけられたギアスが発動して大量破壊兵器フレイヤを放ち、トウキョウ租界を壊滅寸前にまで追い込んでしまう。死者1000万人、二次被害者2000万人といった凄惨たる結果を目の当たりにしたことから、過去の過ちと自罰的なメンタリティに影響されたそれまでの信念を放棄し、「必要なものは結果」という考えに至る。
早急にナイトオブワンとなるべく、シュナイゼルに皇帝へ即位するよう促す。クーデター宣言に乗じてシャルル暗殺を決意するが、神根島でシャルルとマリアンヌの計画の全容を知り、ルルーシュと共にシャルルとマリアンヌの計画を阻止。その後、ルルーシュと立てた計画〈ゼロレクイエム〉完遂のため、ブリタニア皇帝となったルルーシュの唯一騎士ナイトオブゼロとなり、ランスロット・アルビオンを駆って彼に協力する。
シュナイゼルらとの最終決戦でカレンの紅蓮聖天八極式と戦い、激闘の末に相討ちとなり死亡したと発表されたが密かに脱出に成功しており、「独裁者」ルルーシュによる旧ブリタニア勢力および黒の騎士団幹部の公開処刑の場にゼロの姿で現れ、ルルーシュを「世界の憎しみの象徴」として涙ながらに討つ。その際、ルルーシュから「罰として枢木スザクを捨て、正義の味方として仮面を被り続け、人並みの幸福をも全て世界に捧げてもらう」と告げられたことに「そのギアス、確かに受け取った」と答え、新たなる（二代目）ゼロとして世界を導いていく役目を担うこととなった。

### 劇場版コードギアス復活のルルーシュ
光和2年に、ハシュベスの難民キャンプを訪問するナナリーにゼロとして随行中、武装組織を装ったジルクスタン軍の襲撃を受け、儀礼用の簡易装備しか使えない真母衣波 壱式で応戦するも、シャムナの「予言」による罠にかかり敗北。仮面と機体を奪われ、嘆きの大監獄にてシャリオの拷問を受ける。
何度も鞭で打たれボロボロになった状態で幽閉されていたが、監獄最深部の「アラムの門」より帰還を果たしたルルーシュに救出される。気絶状態から起きて彼の生存を知るなり「また嘘をついたのか」と怒り殴りかかるが、C.C.の仲裁もあり現状を把握して落ち着きを取り戻し、監獄から脱出してナナリー救出作戦に参加する。作戦前夜にはルルーシュと語らい、「君が生きていてよかった」「君がいない世界は思っていたよりずっと孤独だったからね」など本心を零した。
作戦行動中はランスロットsiN ホワイトファングに搭乗し、カレンの紅蓮特式と共に砂漠での戦闘を担当。シャムナのギアスによる巻き戻しの後はシャリオが駆るナギド・シュ・メインの機動力に押されるが、ホワイトファングを切り離し近接戦闘に移行、ギアスの呪いで己を奮い立たせ勝利する。作戦終了後は「ゼロ」として日本に戻るようルルーシュを説得するが固辞され、旅立つ彼を笑顔で見送り、再びゼロとして生きていく。

### コードギアス 奪還のロゼ
ジルクスタン王国に滞在しており、ゼロの姿でナナリーに随行して、ナナリーやボルボナ・フォーグナーと共にいる姿が見られる。しかし、ロキの大群が襲来したことで、真母衣波 白式で迎撃する。

## その他メディアでの描写

### ピクチャードラマ（イラストドラマ）
DVD1巻
ルルーシュ・ナナリーとの出会いを描く。当時のスザクは乱暴な性格だった。
DVD3巻
彼の放課後が描かれ、リヴァルやロイドやセシルと語らう。なおリヴァルとの会話で、軍に入る前にお世話になったという女性の話が出てくる。しかし、その女性は既に死んでいる。
DVD7巻
男女逆転祭りで女装を披露。乗り気ではないルルーシュに対して、軍隊の余興で女装をやらされて慣れてしまっていたためノリノリ。
DVD9巻
ゼロとの決戦前、昔のルルーシュたちとの別れを回想する。ルルーシュに父殺しを告白しようとしたができず、彼の反逆の誓いを聞きながら何も言えなかったことを悔いており、ルルーシュは自分が正すべきだと決意する。
R2 DVD2巻
戦場で一人の少女を助けるも、彼女に人殺し、悪魔、と罵られる。また、シャルルからは鬼神の働きと称される。同時に少女に自分を恨ませる姿勢と「裏切りの騎士」、「同族殺し」と呼ばれていることを、セシルは気にかけていた。
R2 DVD9巻
アッシュフォード学園の再建に訪れるナナリーに、ゼロとして付き添う。みんなとは会話こそしないが、打ち上げられた花火を一緒に見ながら、この場に居ないルルーシュに「また嘘をついたね。けどみんなを笑顔にする」と語るように、彼のことを思うのだった。この時の彼の心境は、嘗ての親友に戻っていた。

### DVDマガジン
昔から年上の女性に好かれるという事実が、ルルーシュによって明かされた。

### ドラマCD
長編「戻らない夏の日」
ルルーシュと反目しながら、彼の生き方に惹かれつつある。誰にも頼ろうとしないルルーシュにわけのわからない苛立ちを覚えるが、行方不明になったナナリーを共に探し、ルルーシュと友達になる。
STAGE9.725「決戦前夜」
ナリタ戦前の夜中にルルーシュの部屋へ訪れる。ノックはするが許可を貰う前に部屋に入る行動をルルーシュに怒られるが、ルルーシュが秘密主義すぎると反論し、流れで昔話になる。ルルーシュのベッドに女の髪（C.C.のもの）を見つけ、彼女がいると勘違いする。戸惑うルルーシュに、「僕らもう17歳なんだから、そういうことがあっても普通だろ」と言い放った。
「妄想バトル！ルルーシュVSスザク」
ずば抜けた体力を女性キャラたちから指摘され、セシルによると手でランスロットの足を持ち上げたという。

## 小説版
過去に有料公式サイトギアスnetにて監督の谷口が述べているが、この小説版は本編では使われなかった設定などを使い筆者の感性によって書かれた“再構築されたコードギアス”であり、アニメとは別物である。
ルルーシュ視点であるがゆえに、スザクの根本の心理描写がほとんどなされないテレビ版と違い、スザク視点や彼への周りからの評価の描写も多く、彼の心情や抱えている闇がわかりやすい。
彼がルルーシュと出会った当時はルルーシュをブリタニア人として嫌悪していたが、彼の性格や気質を認め始める。ナナリーと仲良くなれたのは、兄であるルルーシュと親友となったためであると考えていた。
そして穏やかに月日が流れていくが、ある日、ブリタニア側から依頼を受けたゲンブが、ナナリーを殺そうとする。ゲンブの部下によって気絶させられたルルーシュからナナリーのことを託されたスザクは、藤堂の刀で父を刺してナナリーを救う（『ザ・スニーカー』に先行収録されていた分ではゲンブがナナリーを実際に殺そうとする場面があったが、文庫版ではスザクとゲンブの会話となっている）。彼が父を殺した時「そうして、多分。彼は（スザク）一度死んだのだ」と描写されており、彼にとって父親殺しがどれだけ精神的負荷になったかを知ることが出来る。そして彼は「二度と自分のために力を使わない」ことをルルーシュに誓い、自らを「僕」と呼んで涙を流す。
藤堂はスザクの才能を見抜いており、剣の道のみならず武道全般における彼が「天才」であると感じていた。ルルーシュとナナリーを誘拐しようとする大人たちを木刀で打ちのめすなど、子供のころから戦闘能力は高かった。
『R2』では、シャルルからルルーシュがゼロとしての記憶を取り戻した際には、ナナリーを殺すよう密命を受けていた。
ナイトオブラウンズ
ナイトオブセブン就任の際にジノのトリスタンと馬上試合を行い、勝利する。その試合前に、ジノからは「人間として大事な物を失った目」をしていると見られていた。

### 新潔のアルマリア
『新潔のアルマリア』のプロローグ「黒の閃光」では、黒の騎士団のゼロとしてランスロット・アルビオンゼロに搭乗し、武器商人グループ退治に出撃。謎のKMF「鞠熾天」と共闘して作戦を成功させる。

## 漫画版

### Asuka版
物語開始当初から、アッシュフォード学園に通っている。特派に所属することになるのはホテルジャック事件後で、ユーフェミア救出の功績による昇進が反発を招いたため、形式的に配置換えされた。マオとの接触は早く、彼がシャーリーやルルーシュと接触する前に、情報収集に来たマオと遭遇。その際、マオにトラウマを見破られる。本作品では、主にVTOLに搭乗する。

### 反攻のスザク
この作品の主人公。ロイドが開発した「強化歩兵スーツとしてのランスロット」を装備する。
懐中時計は、枢木家に代々伝わる物で、ゲンブから貰った。スザクはゲンブを尊敬していたが、ゲンブがシャルルと取引をし日本を売り渡そうとしていたことに絶望し、父を殺した。
スザクのような能力を強く持った人間は「調整者」と呼ばれ、スザクはレナルドが「王の力」と呼んでいた力の片鱗を持っている可能性が示唆されている。
後にシュナイゼルの騎士となるが、C.C.からシュナイゼルの計画を知り、ルルーシュと共闘する。そして、C.C.のコードを受け継ぎ、不老不死となった。

### ナイトメア・オブ・ナナリー
エリア11に配属される前からユーフェミアの騎士であり、階級も少佐である。シュナイゼルによってユーフェミアの騎士として推薦された。ナナリーの前に現れ、ルルーシュの死をナナリーと共に涙する。
ユーフェミアとは同じ信念を持つ者同士として信頼しあっており、二人の「大望」実現のため、サイタマ戦に臨む。そこでゼロを「KMFと同等の機動兵器」として対処し、ランスロットと生身で凄まじい戦闘力を誇るゼロと互角の死闘を繰り広げた。なお、ゼロはスザクのことを契約なしにギアスを行使する者「ワイアード（つながりし者）」であると悟る。作中では一部のギアス能力者（本作品ではギアスユーザーと呼ばれる）の存在を感じ取るシーンがある他、ゼロの存在を感じ取った時には不快感と苦痛を感じていた。ゼロは「ルルーシュを越える魔王の器の持ち主」と驚いているが、彼自身のギアス能力（ワイヤードが使うギアス能力はワイヤードギアスと呼称される）は描かれなかった。
ルルーシュやナナリーとの馴初めはアニメ本編とほぼ同じだが、父ゲンブ殺害を行ったのは彼ではない。「魔王ゼロ」を親友ルルーシュを魔道に惑わせたものとして憎む一方、「ルルーシュ」として出会ったときには抜刀しながらも斬りかかることができなかった。
パイロットスーツ（本作品では騎士としての礼服も兼ねている）は肩から腕にかけてに青い日本の鎧を模したパーツが付いている、所持している剣はブリタニア風の装飾が施されている日本刀。

## ゲーム版
コードギアス 反逆のルルーシュ LOST COLORS
コードギアス 反逆のルルーシュ LOST COLORS#ブリタニア帝国軍を参照。

## 主な搭乗機
- Z-01 ランスロット
  - Z-01/A[8] ランスロット・エアキャヴァルリー
  - Z-01/D[9] ランスロット・コンクエスター
- Z-01Z ランスロット・アルビオン
  - Z-01Z0 ランスロット・アルビオンゼロ
- UPI-01 真母衣波 壱式
- Z-01/s ランスロットsiN
  - Z-01/S+MTM ランスロットsiN ホワイトファング
- K13B ゲド・バッカ
- RPI-212A ヴィンセント（漫画『反逆のルルーシュ Re;』）